# One More Light (canção)
"One More Light" é uma canção da banda americana de rock Linkin Park presente em seu sétimo álbum de estúdio de mesmo nome. A canção foi escrita por Mike Shinoda e Francis "Eg" White e se trata de uma homenagem para uma amiga dos membros da banda que faleceu por conta de um câncer em 2015. A canção foi enviada para as rádios em 3 de outubro de 2017 como o terceiro single do álbum. É o segundo single da banda lançado postumamente após a morte do vocalista Chester Bennington e é a primeira vez que a banda coloca o mesmo nome em seu álbum de estúdio em relação à de uma canção.
O videoclipe desta canção foi lançado em 18 de setembro de 2017. Ele foi votado em número 1 em uma enquete da Fuse TV dos 40 melhores vídeos de 2017 e recebeu uma indicação na categoria de "Melhor Vídeo de Rock" na MTV Video Music Awards de 2018. Um remix feito pelo DJ Steve Aoki foi lançado em 26 de outubro de 2017.

## Contexto
No final de 2016, Shinoda revelou que tinha trabalhado com o compositor britânico Francis "Eg" White em uma música. Mike levou uma semana para convencer Eg White, que odeia Los Angeles, para vir da cidade de Londres, mas quando White reservou seu voo, a banda descobriu que um amigo havia morrido. O funeral foi em uma sexta-feira, no mesmo dia em que White estava chegando, então eles decidiram que Brad (guitarrista e compositor da banda) iria ao funeral para representar a banda e Mike encontraria White no estúdio.
Em uma entrevista que levou à revelação do single principal do álbum, "Heavy", Shinoda revelou que White havia trabalhado com ele na música "One More Light". Quando perguntado sobre o que queria escrever por White, Shinoda disse que a única coisa em que ele poderia pensar era sobre a morte de sua amiga. Ele revelou que, apesar da horrível inevitabilidade da perda, a música é sobre deixar as pessoas saberem que você se importa.
Mais tarde, a banda revelou que a amiga era: Amy Zaret, uma veterana de 25 anos da Warner Bros. Records, que morreu em outubro de 2015 após um diagnóstico de câncer. Mike disse:
| “ | "Tivemos uma amiga que trabalhou para a gravadora por um longo tempo e vinha trabalhando conosco há anos e anos atrás. Ela começou em promoção de rádio e basicamente nos conduziu às estações de rádio locais no meio-oeste dos EUA, eventualmente sendo promovido e promovido. Em algum momento do ano passado, de repente ouvi dizer que ela tinha câncer, e de repente descobri que ela havia falecido. Sabíamos que precisávamos escrever sobre o que aconteceu. É uma música triste, mas a compensação é que, quando algo dramático e doloroso assim acontece, o mais importante é se conectar com as pessoas que você ama e lembra-las de que você se preocupa com elas". | ” |

A banda surpreendeu algumas das pessoas que trabalharam na Warner com a música, e as pessoas reagiram muito emocionalmente a ela, com algumas chorando, dando abraços e contando histórias. Tocaram a música no programa de televisão Jimmy Kimmel Live! e dedicou a seu amigo, Chris Cornell, que morreu um dia antes.
Após a morte do vocalista Chester Bennington em 20 de julho de 2017, a banda selecionou "One More Light" como seu próximo single. Shinoda escreveu: "One More Light foi escrito com a intenção de enviar amor para aqueles que perderam alguém. Agora nos encontramos no fim do recebimento. Em eventos memoriais, artes, vídeos e imagens de fãs de todo o mundo, que gravitaram-se em direção a essa música como sua declaração de amor e apoio para a banda e a memória de nosso querido amigo, Chester. Estamos muito gratos e mal posso esperar para vê-lo novamente".

## Videoclipe
O videoclipe oficial foi carregado no canal do YouTube da banda em 18 de setembro de 2017 e foi dirigido por Joe Hahn e Mark Fiore. O vídeo possui filmagens de Chester Bennington se apresentando no meio dos fãs, filmando-o em shows ao vivo (como Live in Texas e Road to Revolution: Live at Milton Keynes), em clipes de canções (como "Burn It Down", "Waiting For The End" e "Powerless") e filmagens com a própria banda ao longo dos anos. Ao fazer o vídeo para a canção, o DJ Joe Hahn disse:
| “ | Foi incrivelmente emocionante trabalhar nisso, e especialmente para assisti-lo. Eu sinto que ao fazê-lo, nós não só enfrentamos alguns dos nossos maiores medos, mas nos permitiu usar nossos talentos para trazer luz às pessoas que precisam disso. À medida que avançamos para o show no Hollywood Bowl e adiante, penso nas pessoas que se conectam à banda, dentro e fora de nosso círculo. Este vídeo é um gesto de boa vontade para as pessoas que querem essa conexão. | ” |

Após a sua liberação, o vídeo acumulou 3 milhões de visualizações no YouTube nas suas primeiras 24 horas. Em julho de 2018, o vídeo acumulou mais de 100 milhões de visualizações no YouTube.
Um lyric video (videoclipe com a letra da canção) foi lançado no canal da banda no YouTube, no mesmo dia da liberação da canção nas rádios, em 3 de outubro de 2017. A ideia do vídeo foi dirigido pela fã Nicola Drilling com a ajuda de vários fãs da banda em todo o mundo, mostrando cartazes, letras no chão, imagens de paisagens e da banda.

## Performances ao vivo
"One More Light" foi tocado ao vivo pela primeira vez em um evento privado realizado na Warner Bros. Records de uma forma despojada em março de 2017, com Chester nos vocais, Mike no piano e Brad no violão.
"One More Light" foi tocada pela banda inteira pela primeira vez em Santiago, Chile no dia 9 de maio entre "Breaking The Habit" e uma versão de piano de "Crawling". A banda permaneceu tocando a música para o restante do "One More Light World Tour", sendo descartado em shows de festivais selecionados, devido a restrições de tempo.
Ao saber da morte de Chris Cornell, Chester, que era seu amigo íntimo, decidiu no último minuto para executar e dedicar "One More Light" no Jimmy Kimmel em 18 de maio de 2017. Segundo Mike, Chester teve bastantes dificuldades para cantar a música.

## Pessoal
Linkin Park
- Chester Bennington - vocais
- Mike Shinoda - teclados, composição, produção
- Brad Delson - guitarras, produção
- Dave "Phoenix" Farrell - baixo
- Joe Hahn -  programação, turntables

Músicos adicionais
- Guitarra e piano por Eg White

Produção
- Escrito por Mike Shinoda e Francis White
- Produzido por Mike Shinoda e Brad Delson
- Produção vocal por Emily Wright
- Música realizada pelo Linkin Park
- Vocais de Chester Bennington e vocais de apoio de Mike Shinoda
- Os vocais de Chester foram gravados no The Pool Recording Studio, Londres, Reino Unido
- Os vocais de Mike foram gravados no The Warehouse Studio, Vancouver, British Columbia, Canadá
- Canção gravada no Larrabee Studios, North Hollywood, CA e Esphere Studios, North Hollywood, CA
- Engenharia por Ethan Mates, Mike Shinoda e Josh Newell
- Assistente de engenharia: Alejandro Baima
- Assistente de engenharia do estúdio B: Warren Willis
- Técnico de bateria de estúdio: Jerry Johnson
- Mixagem: Manny Marooquin no Larrabee Studios, North Hollywood, CA
- Engenharia de mixagem: Chris Galland com assistência de Jeff Jackson e Robin Florent

## Desempenho nas tabelas musicais
| Tabela musical (2017–18)                                | Melhor posição |
| ------------------------------------------------------- | -------------- |
| Alemanha (Offizielle Deutsche Charts)                   | 51             |
| Austrália (ARIA)                                        | 85             |
| Áustria (Ö3 Austria Top 75)                             | 35             |
| Canadá (Canadian Hot 100)                               | 91             |
| República Checa (Singles Digitál Top 100)               | 24             |
| Equador (National-Report)                               | 56             |
| Escócia (Scottish Singles Chart)                        | 49             |
| Eslováquia (Singles Digitál Top 100)                    | 37             |
| Estados Unidos (Billboard Adult Top 40)                 | 35             |
| Estados Unidos (Billboard Alternative Airplay)          | 21             |
| Estados Unidos (Billboard Bubbling Under Hot 100)       | 4              |
| Estados Unidos (Billboard Rock Digital Songs)           | 7              |
| Estados Unidos (Billboard Hot Rock & Alternative Songs) | 6              |
| Filipinas (Philippine Hot 100)                          | 55             |
| Hungria (Stream Top 40)                                 | 40             |
| Itália (FIMI)                                           | 79             |
| Portugal (AFP)                                          | 61             |
| Suíça (Schweizer Hitparade)                             | 48             |

## Certificações
| País                  | Certificação | Vendas    |
| --------------------- | ------------ | --------- |
| Alemanha (BVMI)       | Ouro         | 300 000   |
| Estados Unidos (RIAA) | Platina      | 1 000 000 |
| França (SNEP)         | Ouro         | 100 000   |
| Itália (FIMI)         | Ouro         | 25 000    |
| Polônia (ZPAV)        | Platina      | 50 000    |
| Reino Unido (BPI)     | Ouro         | 400 000   |

## Remix de Steve Aoki
"One More Light (Steve Aoki Chester Forever Remix)" é um remix da canção feito pelo DJ e músico de electro house americano Steve Aoki. A canção foi remixada numa forma de tributo do DJ ao vocalista Chester Bennington que faleceu em 20 de julho. A canção foi enviada em 25 de outubro de 2017 para os fãs que iriam para o show no Hollywood Bowl em 27 de outubro, show esse, intitulado como "Linkin Park and Friends – Celebrate Life in Honor of Chester Bennington".

### Antecedentes
Os membros da banda deixaram a seguinte mensagem: "Obrigado por comprarem ingressos para o Linkin Park and Friends – Celebrate Life in Honor of Chester Bennington. Nosso amigo Steve Aoki remixou a faixa-título do nosso álbum "One More Light". A música será lançada oficialmente no dia 26 de outubro, mas queríamos que vocês vissem primeiro."
Aoki escreveu no Facebook e no Twitter: "Obrigado ao Linkin Park por ter me dado o privilégio de fazer parte desta canção dessa maneira. Mantenha Chester perto do seu coração e toque isso alto! Cante alto! Todos nós sentimos muito a sua falta."
O remix foi lançado mundialmente em 26 de outubro de 2017, no canal oficial do Linkin Park e também para todas as plataformas digitais.

### Faixas
| Download digital – remix |                                                     |         |  |
| N.º                      | Título                                              | Duração |  |
| 1.                       | "One More Light" (Steve Aoki Chester Forever Remix) | 4:10    |  |